# Sixto Jiménez
 (novembre 2023).
Si vous disposez d'ouvrages ou d'articles de référence ou si vous connaissez des sites web de qualité traitant du thème abordé ici, merci de compléter l'article en donnant les références utiles à sa vérifiabilité et en les liant à la section « Notes et références ».
Sixto Jiménez Galán est un ancien joueur espagnol de volley-ball né le 23 juin 1962 à Huelva (province de Huelva). Il mesure 1,85 m.

## Clubs
| Club               | De        | À         |
| ------------------ | --------- | --------- |
| CV Veracruz Huelva | 1980-1981 | 1981-1982 |
| Son Amar Palma     | 1982-1983 | 1990-1991 |

## Palmarès
- Championnat d'Espagne (5)
  - Vainqueur : 1984, 1986, 1987, 1988, 1989
  - Finaliste : 1983, 1991
- Coupe du Roi (5)
  - Vainqueur : 1984, 1986, 1987, 1988, 1990
  - Finaliste : 1983
- Supercoupe du Roi (1)
  - Vainqueur : 1990